# Ahmadou Ousmanou
Ahmadou Ousmanou, mort le 05 juillet 2022, est le lamido de Bogo et homme politique Camerounais.

## Biographie

### Intronisation
Ahmadou Ousmanou monte sur le trône du lamidat de Bogo le 22 août 1997, chefferie traditionnelle de premier degré. Il est le 13e lamido de la dynastie régnante au lamidat de Bogo fondé en 1773 par Ardo Woujiri. 

## Parcours politique
Le lamido Ahmadou Ousmanou est l'une des principales personnalités du parti au pouvoir, il est maire de la commune de Bogo de 2002 à 2022,,.